# Condado de Culberson
El Condado de Culberson (Culberson County, en inglés) es uno de los 254 condados del estado estadounidense de Texas. La sede del condado es Van Horn, al igual que su ciudad más grande. El condado tiene un área de 9875 km² (de los cuales 1 km² está cubierto por agua) y una población de 2975 habitantes, para una densidad de población de 0,3 hab/km² (según el censo nacional de 2000). Este condado fue fundado en 1911.

## Demografía
Para el censo de 2000, había 2975 personas, 1052 cabezas de familia y 797 familias residiendo en el condado. 
La composición racial del condado era:
- 68.94 % blancos
- 0.71 % negros o negros americanos
- 0.47 % nativos americanos
- 0.57 % asiáticos
- 27.13 % otras razas
- 2.18 % de dos o más razas.

Habían 1052 cabezas de familia, de las cuales el 39.10 % tenían menores de 18 años viviendo con ellas, el 58.20 % eran parejas casadas viviendo juntas, el 13.50 % eran mujeres cabeza de familia monoparental (sin cónyuge), y 24.20 % no eran familias.
El tamaño promedio de una familia era de 3 miembros.
En el condado el 32.20 % de la población tenía menos de 18 años, el 7.80 % tenía de 18 a 24 años, el 25.80 % tenía de 25 a 44, el 23.00 % de 45 a 64, y el 11.20 % eran mayores de 65 años. La edad promedio era de 33 años. Por cada 100 mujeres había 102.70 hombres. Por cada 100 mujeres mayores de 18 años había 97.10 hombres.

## Economía
Los ingresos medios de una cabeza de familia del condado eran de 25 882 US$ y el ingreso medio familiar era 28 547 $. Los hombres tenían unos ingresos medios de 22 500 $ frente a 14 817 $ de las mujeres. El ingreso per cápita del condado era de 11 493 $. El 21.50 % de las familias y el 25.10 % de la población estaban debajo de la línea de pobreza. Del total de gente en esta situación, 30.20 % tenían menos de 18 y el 19.40 % tenían 65 años o más.